# Егоров, Дмитрий Алексеевич
Дмитрий Алексеевич Егоров (р. 22 ноября 1958, Ленинград), — российский офицер Военно-морского флота, подводник-гидронавт, капитан 1 ранга. Испытатель глубоководной военной техники. Герой Российской Федерации.

## Биография
Родился 22 ноября 1958 года в городе Ленинград (с 1991 года — Санкт-Петербург).
Получил высшее военно-морское образование. Служил в войсковой части №45707 в городе Петродворец (с 1997 года — Петергоф). Данное подразделение, подчинённое Главному управлению глубоководных исследований Министерства обороны Российской Федерации и состоящее из отряда подводников (гидронавтов) и 15-й Центральной научно-исследовательской лаборатории, занимается испытаниями и эксплуатацией глубоководных технических средств в различных районах Мирового океана. 
Указом Президента Российской Федерации («закрытым») от 17 декабря 2007 года за мужество и героизм, проявленные при выполнении специального задания, капитану 1-го ранга Егорову Дмитрию Алексеевичу присвоено звание Героя Российской Федерации с вручением знака особого отличия — медали «Золотая Звезда».
Служил в воинской части до увольнения в запас. Живёт в Санкт-Петербурге.

## Награды
- Герой Российской Федерации;
- Орден Мужества;
- Орден «За военные заслуги»;
- Медаль «За отвагу» (Россия);
- медали СССР и Российской Федерации.